# 廣東話 (陝西)
廣東話是陝西省商洛市的一種方言，属于客家语。
目前，在商洛市使用的方言主要包括主户話与客户話兩類，而客户话是下湖话与广东话的合称。广东话的使用者主要是湖廣填四川时移入的，来自福建省汀州府、江西省贛州府、廣東省惠州府、韶州府、嘉應州等地。雖來源地並非祇有廣東省，本地人則統稱他們及其後裔為廣東人，稱他們説的方言為“廣東話”，迄今在商洛地區没有發現福建汀州府移民自稱福建話。他們居住的所在常常以“廣東”命名，以示不忘祖先。
對照現代客语方言的語音特點，可以看出商洛“廣東話”應該是融合了本地話的客家話之變體。